# Guillaume de Mandagout
Guillaume de Mandagout (Montpeyroux, ... – Avignone, 3 novembre 1321) è stato un cardinale francese.

## Biografia
Canonico di Nîmes, dal 1275 insegnò diritto canonico nell'università di Bologna. Nel 1295 divenne arcivescovo di Embrun. . Fece parte, insieme con Bérenger de Frédol il Vecchio, vescovo di Béziers, e con Riccardo Petroni, vice-cancelliere della Chiesa, della commissione nominata dal pontefice Bonifacio VIII per la preparazione del Liber Sextus dei Decretali. Nel 1305 fu nominato vescovo di Aix; nel 1312 fu creato cardinale e vescovo di Palestrina da papa Clemente V.
Partecipò al conclave del 1314-1316 che elesse papa Giovanni XXII.

## Genealogia episcopale e successione apostolica
La genealogia episcopale è:
- Cardinale Giovanni di Castrocoeli
- Cardinale Ugo Aycelin de Billom, O.P.
- Papa Bonifacio VIII
- Cardinale Guillaume de Mandagout, C.R.S.A.

La successione apostolica è:
- Arcivescovo Jacques de Concoz, O.P. (1318)
- Vescovo Raymond d'Andoins (1320)

## Opere
- Libellus super electione facienda et eius processibus ordinandis, di cui esiste una edizione a stampa del 1506.